# 懷特鎮區 (密蘇里州本頓縣)
懷特鎮區（英語：White Township）是位於美國密蘇里州本頓縣的一個行政鎮區。

## 地方資料
懷特鎮區的面積為297.62平方千米，當中陸地面積為296.68平方千米，而水域面積為0.93平方千米。根據2020年美國人口普查的數據，當地共有人口2637人，而人口密度為每平方千米8.86人。